# Jubaea chilensis
Jubaea chilensis, llamada comúnmente palma chilena, es la única especie viviente del género monotípico Jubaea, que se incluye dentro de la familia Arecaceae.

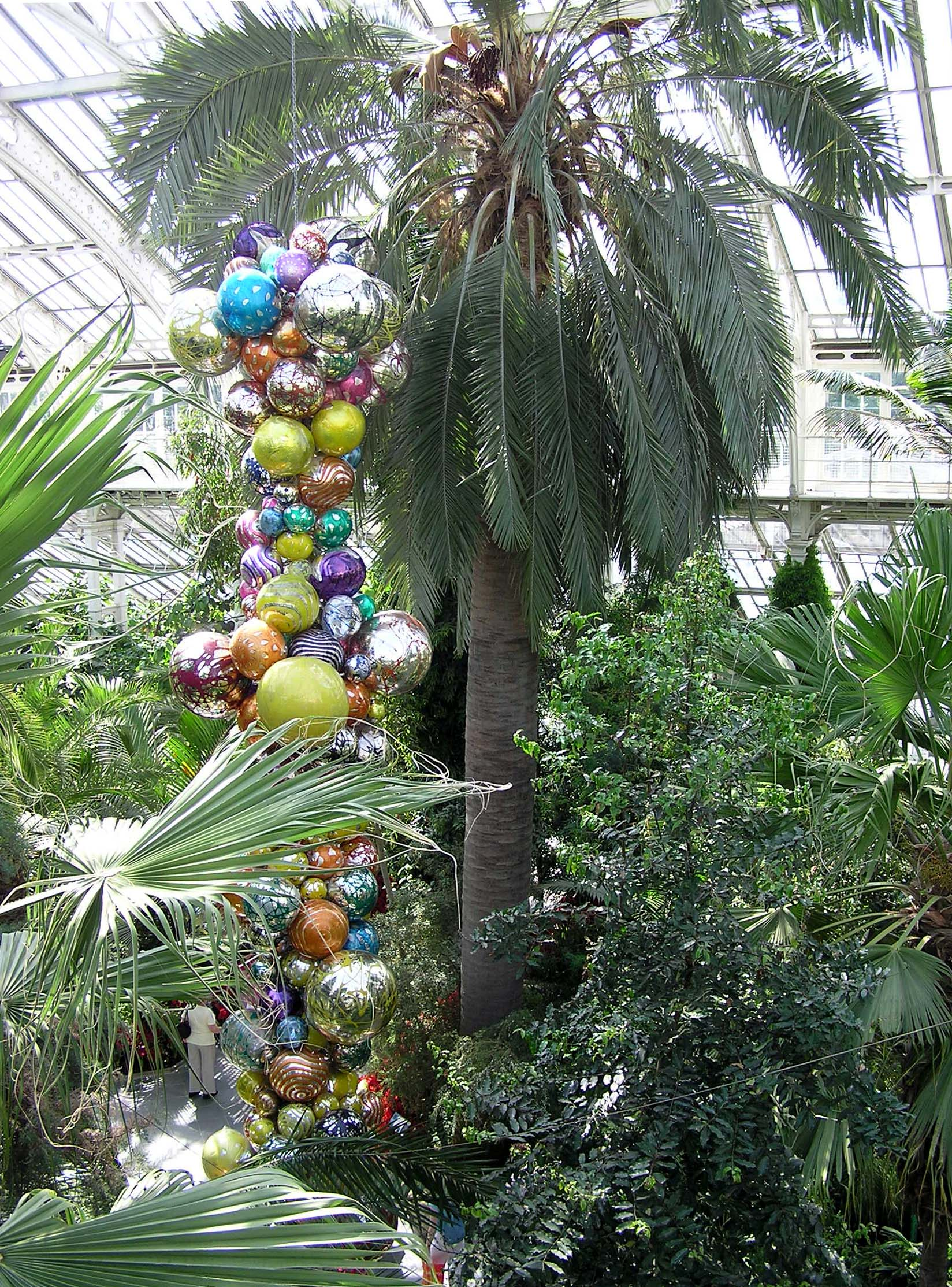
Espécimen de palma chilena (Jubaea chilensis), en el Real Jardín Botánico de Kew, la cual solía ser la planta interior más alta del mundo. El árbol fue talado en 2013.

## Distribución y hábitat
Endémica de Chile central, crece entre los 30° y 35° de latitud sur, correspondiente al territorio que abarca las regiones de Coquimbo, Valparaíso, donde es más abundante, Metropolitana, O'Higgins y la provincia de Curicó (Región del Maule). En la actualidad se conocen 25 poblaciones, con un total aproximado de 103 000 palmas, repartidas entre la quebrada Las Palmas, comuna de Canela, región de Coquimbo (31°15'1.11" S) y el palmar del estero Las Palmas de Tapihue, comuna de Pencahue, región de Maule (35°11'40.88" S).
Esta especie crece en la zona de clima mediterráneo chilena con inviernos lluviosos y fríos y veranos secos y calurosos.

### Hábitat adaptado
En Chile se encuentra en parques urbanos y rurales antiguos, entre la localidad de San Miguel de Azapa, en la comuna de Arica (Región de Arica y Parinacota) por el norte (18°31′4″S) y las cercanías de la localidad Estación Río Frío, por la Ruta V-50, en la comuna de Los Muermos (Región de Los Lagos) por el sur (41°18′24″ S). En el rango altitudinal, se registra entre los 5 y los 2734 m s.n.m., la de mayor altitud a nivel nacional es conocida como la Palma de Mamiña.
Además, se ha adaptado al clima templado en el extranjero, donde se tienen registros en Argentina, Australia, Bélgica, Bolivia, Bulgaria, Ecuador, España, Estados Unidos, Francia, Georgia, Irlanda, Italia, Perú, Polonia, Portugal, Reino Unido, República Checa, Rusia y Suiza. A partir de estos registros, los individuos más boreales se encuentran en el interior del Jardín Botánico de Logan, en la localidad de Port Logan (Escocia), de latitud 54° 44' 31.7832". Sin embargo, recientemente se ha reportado un individuo joven plantado en un jardín privado en Ålesund (Noruega),  en latitud 62N. Se desconocen la coordenadas del ejemplar.
En cambio la más austral se ubica en el interior del Jardín Botánico de Tasmania, en Hobart (Tasmania), de latitud -42°51'48.4909". El registro de mayor altitud lo tienen dos ejemplares considerados Patrimonio Natural de la Ciudad de La Paz (Bolivia), a 3540 m s.n.m.

## Descripción
Monocotiledónea de hábito arbóreo puede alcanzar una altura de hasta 35 m.  Tronco de 0,8 a 1,1 m de diámetro, recto, columniforme, cilíndrico, desnudo, más angosto hacia la parte superior, corteza cenicienta, delgada, dura, cubierta de cicatrices foliares rómbicas; Hojas perennes, numerosas, agrupadas en el extremo del tronco, de 2-4 m de largo y 50-60 cm de ancho, verde oscuras a amarillentas, pinnado- compuestas; pinnas alternas, 110-120 por lado, de longitud variable, coriáceas, sésiles, márgenes plegados en forma de "V" invertida; raquis triangular, con la cara adaxial plana o levemente convexa y la cara abaxial de sección triangular, de consistencia leñoso-flexible; pecíolo corto, con numerosos filamentos pilosos, enrollados; vaina ensanchada, fibrosa; Inflorescencia en espádice ramificado, denominado régimen, hasta 142 espigas en forma de ramas, el cual nace en las axilas de las hojas inferiores, envuelto por 2 espatas, una fibrosa, membranosa, caduca, y otra leñosa, de 1,2 m de largo (promedio) en forma de canoa; Flores unisexuales, diclino-monoicas, dispuestas sobre las ramas del régimen, tortuosas, cuya base lleva flores de ambos sexos, estas ubicadas en pares, una masculina con una femenina y en el extremo solamente masculinas. Flor masculina pedicelada perigonio rojo-amarillento, imbricado, 3 sépalos externos, angostos, de 2-3 mm de largo, 3 tépalos internos, aovado-oblongos, obtusos, de 8-9 mm de largo por 4-5 mm de ancho. Estambres 14-22 dispuestos en 2 series, del mismo largo que los tépalos internos, anteras versátiles, de 6 mm de largo y 2 mm de ancho, agudas en el ápice. Flor femenina sésil mayor que la masculina, tépalos externos ovalados, de 8 mm de largo; los internos de 10 mm de largo por 20 mm de ancho. Ovario súpero, 3-locular, 3-carpelar; ovario solitario, erecto; Fruto una drupa esférica a levemente cónica, de 4 cm de diámetro, amarilla, con el perigonio persistente de color castaño. Semilla (coquito), esférica, lisa, de 2-2,5 cm de diámetro, con 3 poros germinativos elípticos o circulares, ubicados hacia la parte superior; suturas carpelares notorias.

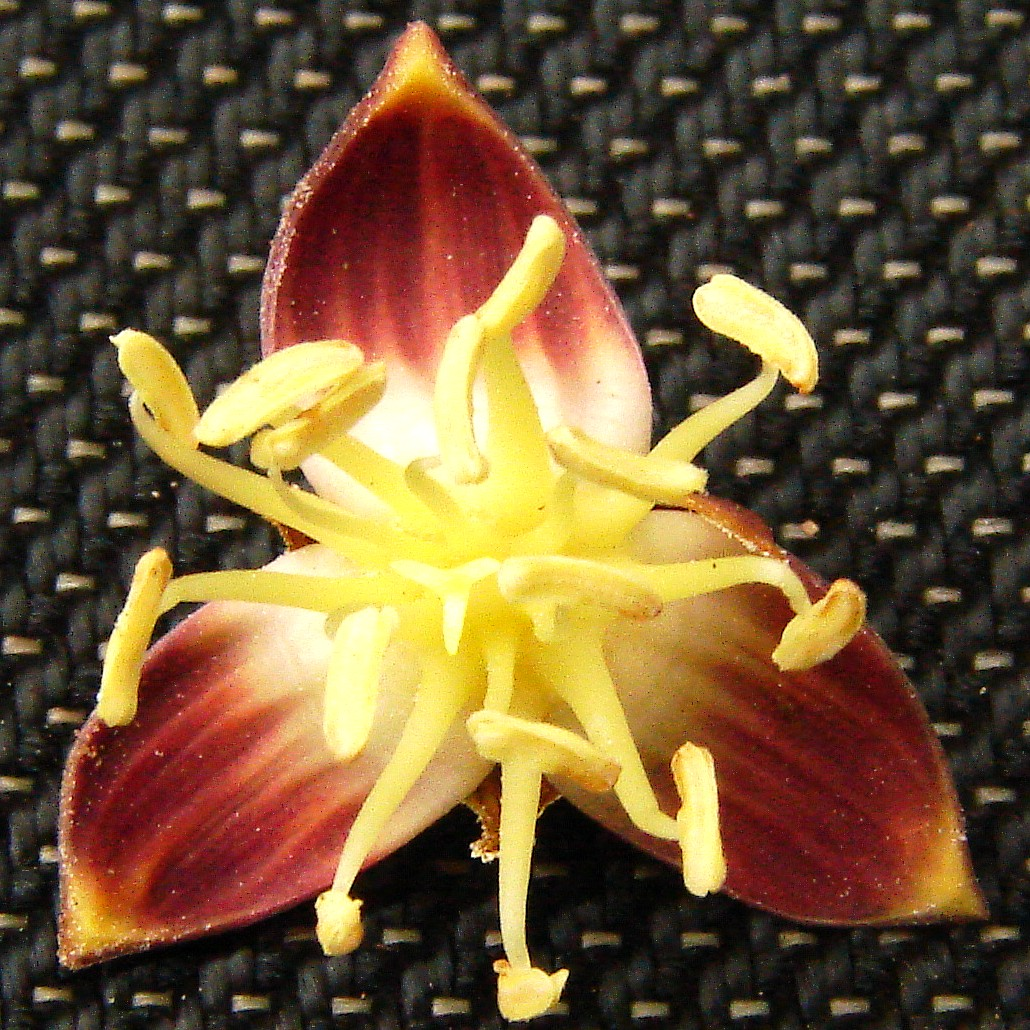
Flor masculina

## Protección

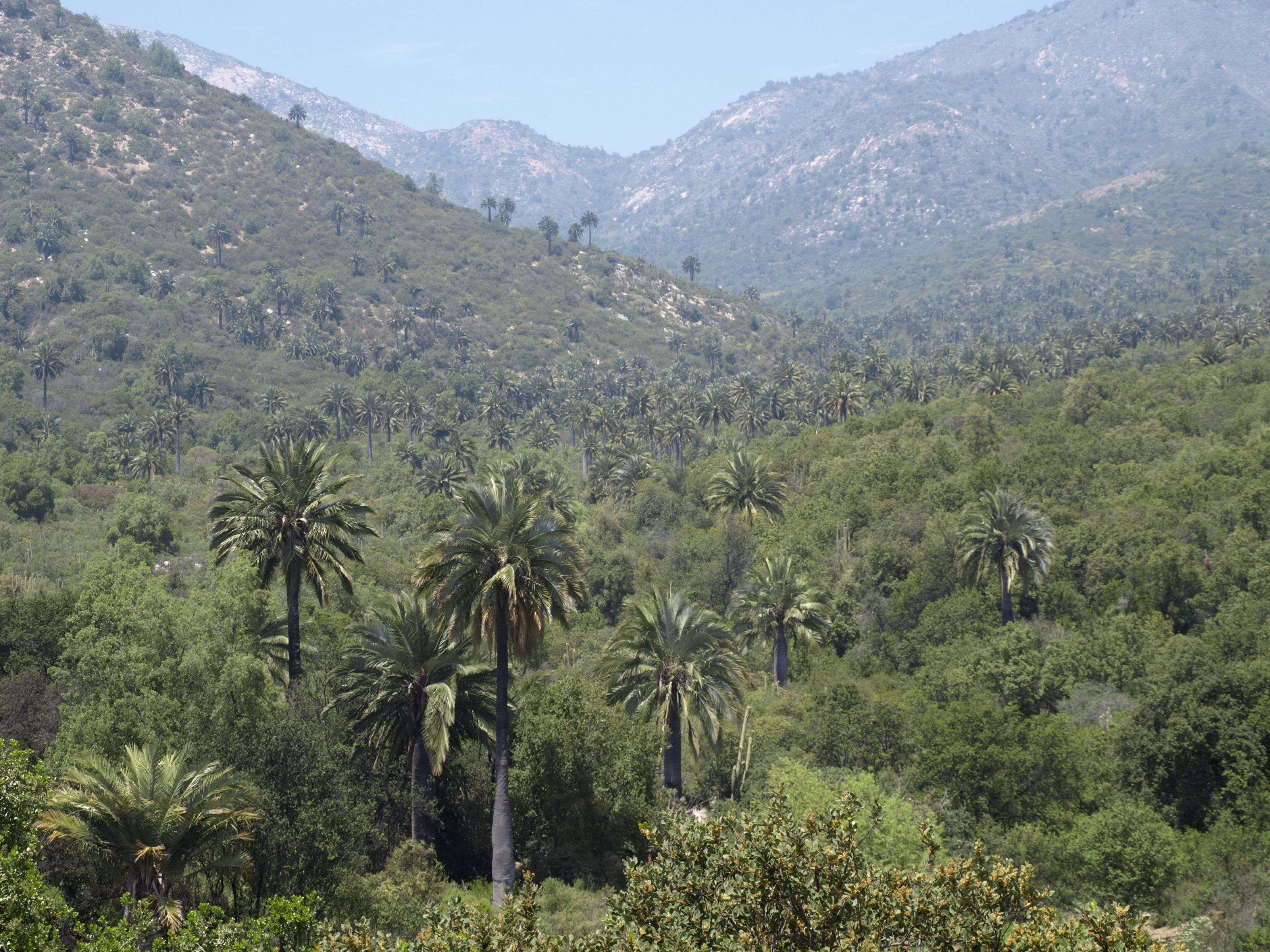
Paisaje natural de palma chilena, Parque Nacional La Campana, Chile

Se encuentra protegida bajo el decreto ley 701 de 1974, que establece que la tala o explotación debe ejecutarse según un plan de manejo, aprobado por la Corporación Nacional Forestal (CONAF). Hoy en día bajo la ley del bosque nativo, se prohíbe la tala de la palma para cualquier índole, incluso productiva, por lo que desde el año 2007 ninguna palma es derribada para la producción de la miel de palma, ésta se extrae actualmente de pie, mediante el lento goteo de una poda entre sus hojas que le permite seguir viviendo.
Los bosques naturales de palma chilena (Jubaea chilensis), especie endémica de Chile, más destacados por el número de ejemplares que se encuentran, han sido declaradas en la categoría de Parques Nacionales, se refiere al Parque nacional La Campana y el parque nacional Las Palmas de Cocalán

## Productos a partir de la palma chilena

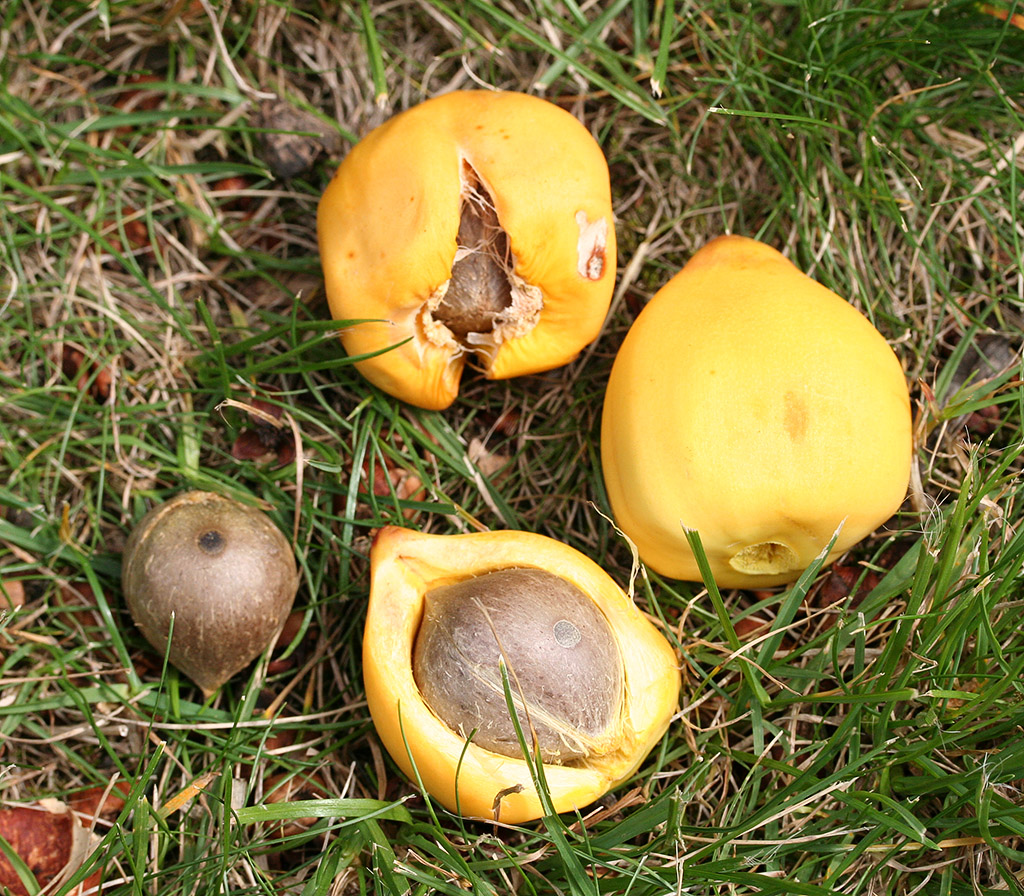
Coquitos

Su fruto se llama "coquito", el cual está formado por un coco de pequeño tamaño rodeado de una cubierta carnosa, y es utilizado en confitería y como ingrediente de la tradicional "miel de palma", que es un almíbar o savia dulce, tradicional chileno, a base de jugo de coquitos, savia de palma y azúcares, utilizado principalmente en postres o con fruta.
Sus hojas también fueron ampliamente utilizadas en la antigüedad para construcciones habitacionales junto al adobe, también eran utilizadas para techumbres y artesanías, tejiendo sus ramas para elaborar sombreros, y decoraciones. Para las artesanías también se utilizaban las cáscaras de sus coquitos confeccionando anillos, pipas y otros adornos pequeños. Para extraer la savia de la palma, y elaborar su miel, antiguamente, se talaba la planta sin regulación, lo cual se realizaba de manera artesanal por cualquier persona que quisiese obtener su miel, lo cual tuvo una gran repercusión en sus poblaciones hace centenares de años atrás, esto, en conjunto con el crecimiento urbano, la falta de regulación de la especie, y las plantas papeleras de la época, ya que de la palma también es posible elaborar papel, colaboraron con una fuerte disminución de la palma chilena en aquella época, la cual, debido a su lento crecimiento, y poca conciencia de la época, repercute hasta el día de hoy, particularmente en zonas que han quedado despobladas de palmas.
Cabe destacar que los únicos 2 palmares productivos de miel de palma, son justamente los palmares más grandes y mejor conservados de Jubaea chilensis, descartando el hecho de que la elaboración de miel de palma de manera industrial, haya sido la causante de dicha disminución.
Desde los años 80 Conaf reguló la extracción de su savia de manera sustentable, a través de planes de manejo, plantando palmas alrededor de cada palma volteada, lo que multiplicaría la población considerablemente, con una rotación de 40 años (edad promedio para su extracción).
En la actualidad, debido a la ley del bosque nativo, está prohibida su tala incluso para fines productivos. 
Desde el año 2008 que su savia se extrae exclusivamente por el goteo de una minuciosa poda entre sus hojas, sin derribar la palma, la cual continúa su crecimiento normal luego del proceso, y se continúa multiplicando significativamente en el sector productivo, VI región, labor sustentada gracias a la venta de su miel.
Esta nueva forma de extracción de savia, junto a la considerable multiplicación de la palma Chilena en el sector, ha contribuido a que la palma chilena no haya sido declarada en estado de extinción el año 2017, siendo considerada sustentable, protegida y quedando calificada como especie “vulnerable” en la última convención de clasificación de especie de la palma chilena.
En el Perú el fruto se le denomina «coquito chileno», y es utilizado en postres tradicionales como el ranfañote o el arroz zambito.

## Problemáticas actuales
En la actualidad, es centro de la extracción desmedida de semillas, para la venta en mercados asiáticos, en las que se considera como afrodisíaca, por lo que se prohibió la extracción de semillas desde el parque nacional La Campana en 2017.
En naturaleza, la regeneración natural es casi nula, debido principalmente a la intervención humana y saqueo de coquitos en lugares de acceso público; adicionalmente, la presencia de conejos y grandes cantidades de animales de pastoreo puede afectar las nuevas germinaciones en crecimiento.
Un estudio reciente concluyó que la depredación de los frutos por parte de los humanos, las semillas por la rata exótica (Rattus rattus) y las plántulas jóvenes por parte de conejos exóticos está provocando un colapso en la dispersión de semillas de esta especie, dejándola en riesgo de extinción en su hábitat natural. Los investigadores evaluaron que se necesitan adoptar medidas urgentes para preservar esta especie.

## Taxonomía
Jubaea chilensis fue descrita por (Molina) Baill. y publicado en Histoire des Plantes 13: 397. 1895.
Etimología
Jubaea: nombre genérico otorgado en honor del rey Juba II de Mauritania (52 a 50 a. C.-23).

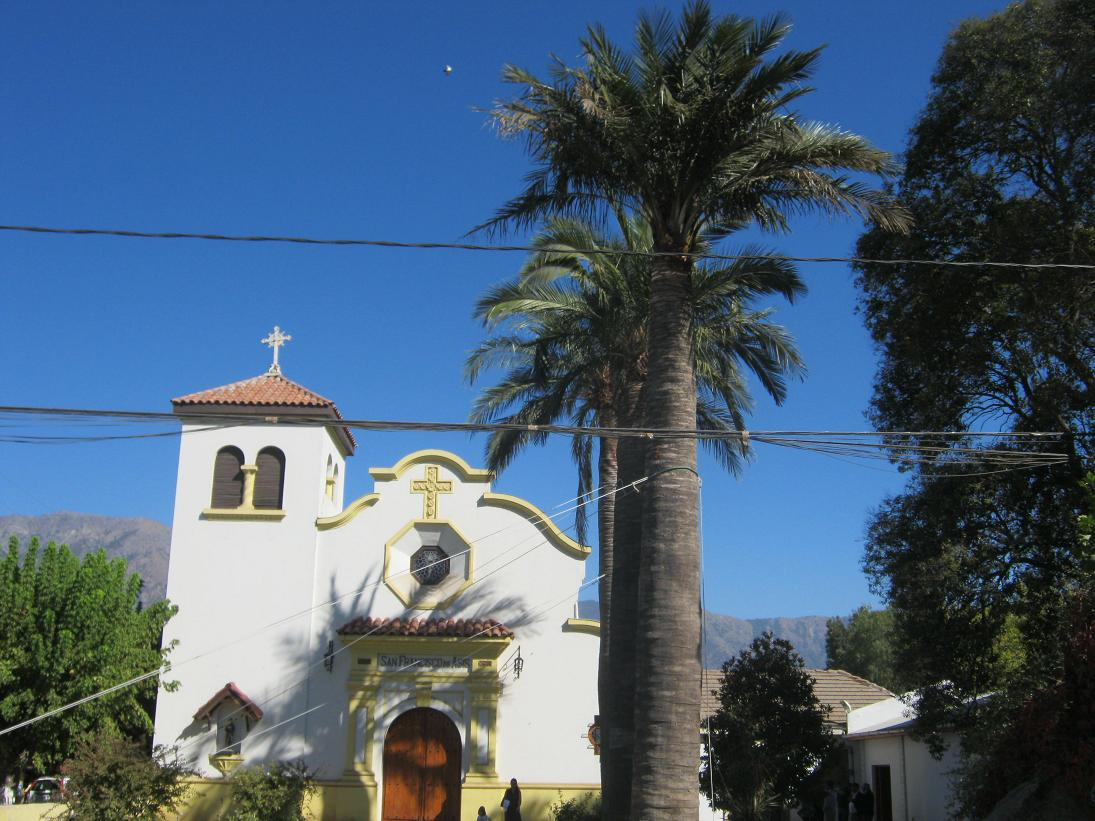
San Francisco de Mostazal

Chilensis: epíteto geográfico que alude a su localización en Chile.
Sinonimia
- Cocos chilensis (Molina) Molina
- Jubaea spectabilis Kunth
- Micrococos chilensis (Molina) Phil.
- Molinaea micrococos Bertero
- Palma chilensis Molina[16]

## Nombres comunes
Es conocida como palma chilena, palma de coquitos o palma de miel. Antiguamente, su nombre en mapudungún era lilla, y el nombre de su fruto cancán o llilla.

## Otros datos
- Dibujo de la Palma Chilena por el Abate Giovanni Ignazio Molina, de 1776[18]
- La medalla de plata, la cual conmemora la Jura de la Independencia de Chile del 12 de febrero de 1818. Aparece una palma chilena justo al centro (fiel por cierto a su silueta, con su característico tallo ventricoso y su amplia corona) y de referencia al "árbol de la Libertad".  [19]
- A partir del año 2009, la palma chilena aparece retratado en el reverso de los billetes de 5.000 $ de Chile. El paisaje del reverso es el Parque Nacional La Campana, ubicado en la Cordillera de la Costa en Valparaíso, que posee uno de los pocos bosques nativos de Palma Chilena.[20]
- En el escudo de la Municipalidad de Las Cabras de la provincia de Cachapoal, en la región del Libertador General Bernardo O'Higgins, se representan dos Palmas Chilenas.[21]
- En el escudo de la Municipalidad de Concón perteneciente a la provincia y Región de Valparaíso, se representan dos Palmas Chilenas.

Escudo de la Municipalidad de Concón